# Paszczyna

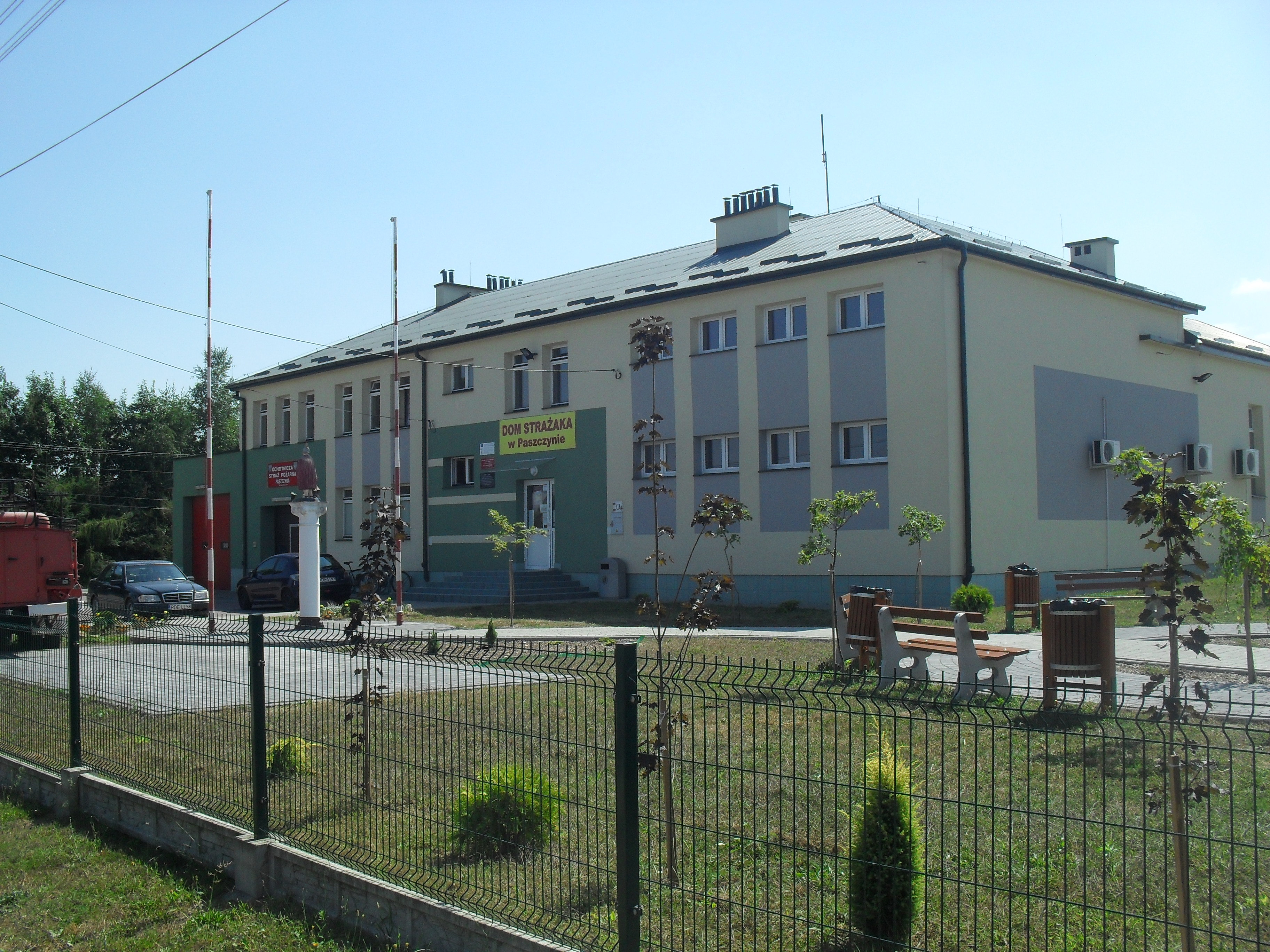
Dom Strażaka

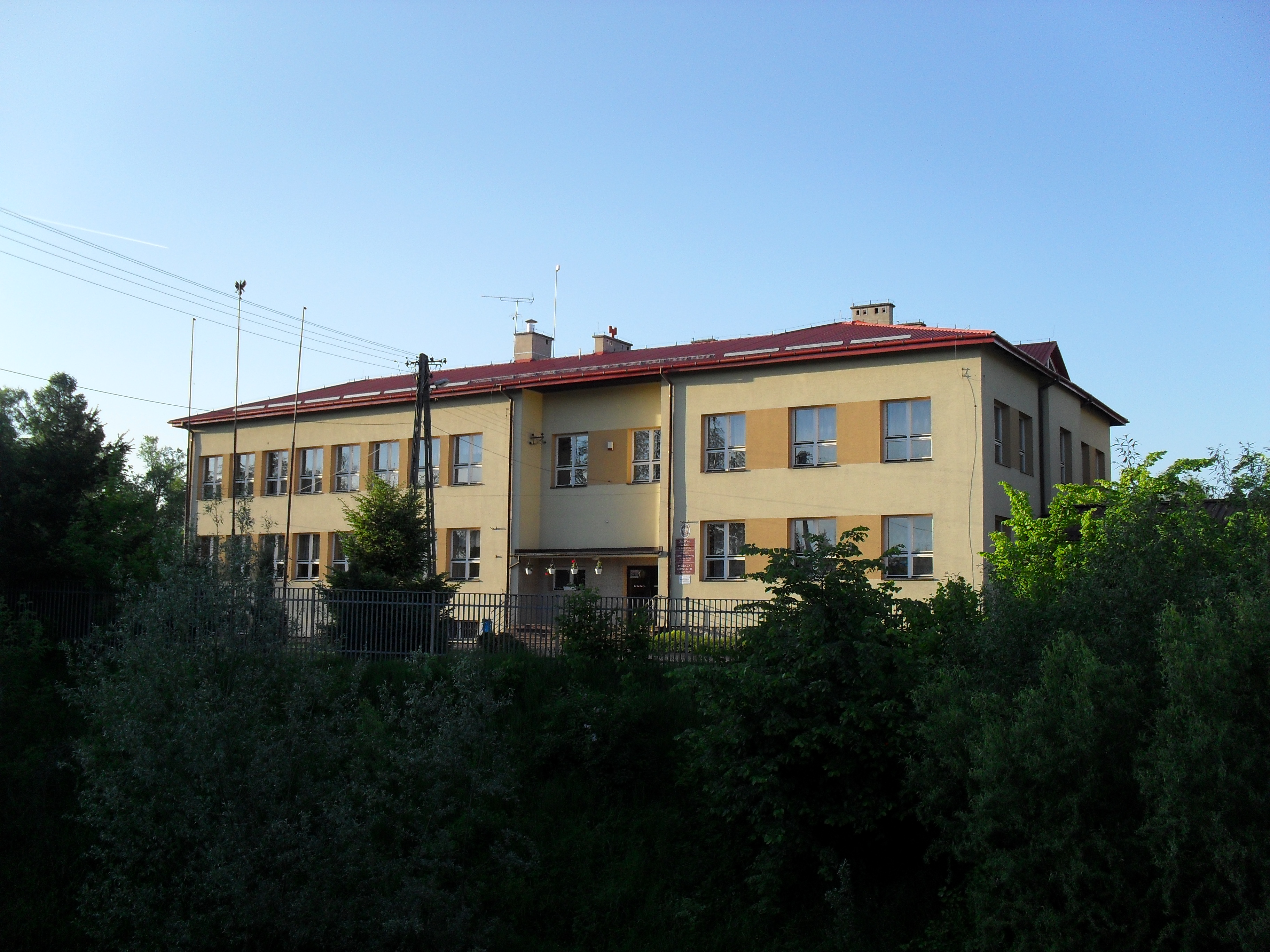
Zespół Szkół w Paszczynie (stan na listopad 2009 roku)

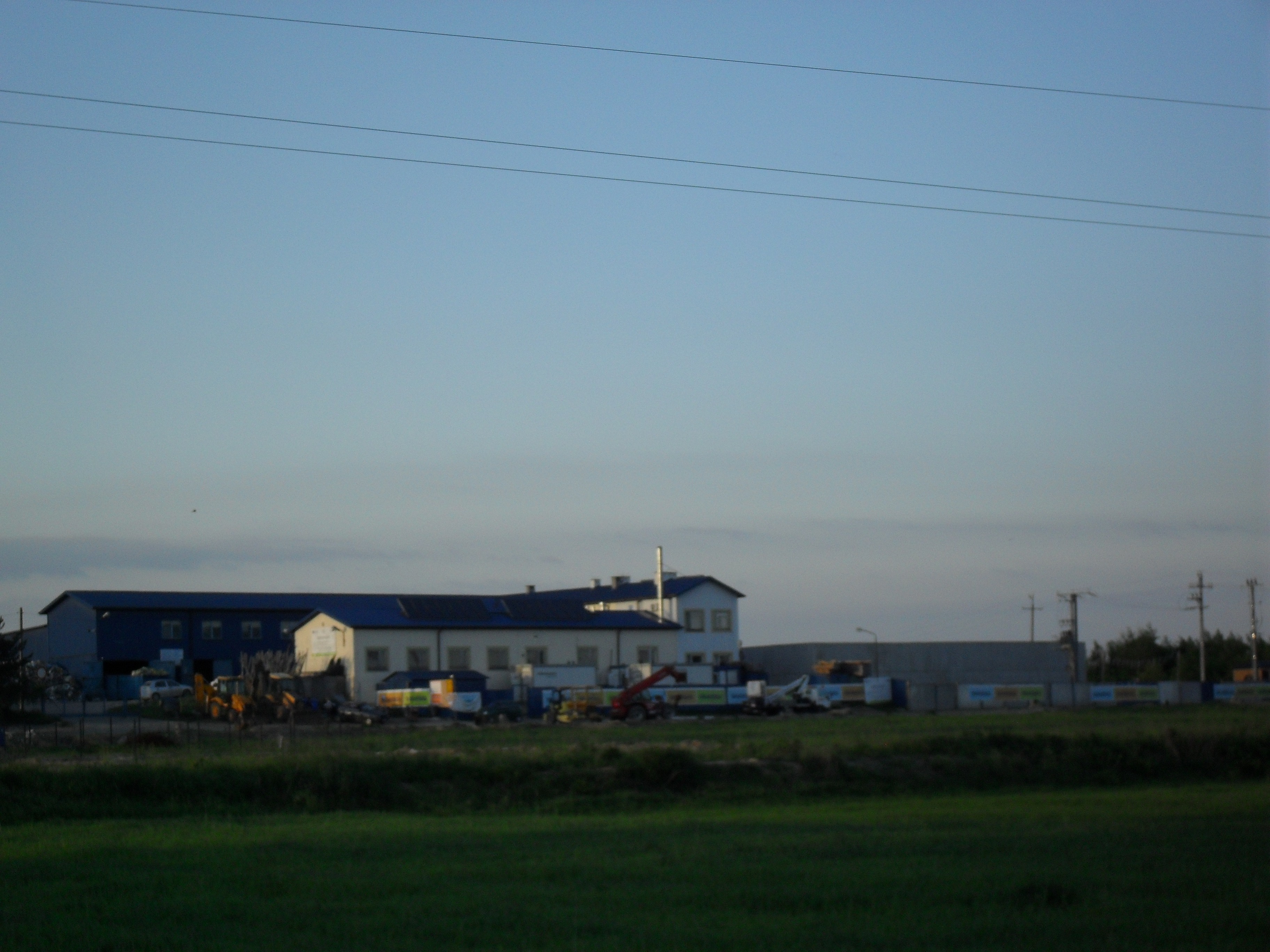
Sortownia odpadów

Paszczyna – wieś w Polsce, położona w województwie podkarpackim, w powiecie dębickim, w gminie Dębica.
Do 1948 roku miejscowość była siedzibą gminy Paszczyna. W latach 1975–1998 miejscowość administracyjnie należała do województwa tarnowskiego.
W Paszczynie urodzili się posłowie Jan Siwula, Michał Jedynak do sejmu galicyjskiego oraz jego syn Jan Henryk Jedynak.

## Integralne części wsi
| SIMC    | Nazwa           | Rodzaj     |
| ------- | --------------- | ---------- |
| 0818344 | Budzyń          | część wsi  |
| 0818350 | Górki           | część wsi  |
| 0818367 | Grobla          | część wsi  |
| 0818373 | Kąty            | przysiółek |
| 0818380 | Kmiecie         | część wsi  |
| 0818396 | Otoka           | część wsi  |
| 0818433 | Paszczyński Las | przysiółek |
| 0818404 | Podlesie        | część wsi  |

## Geografia
Pod koniec XIX w. Paszczyna miała przysiółek zwany Kochanówką oddalony od niej o cztery kilometry. Obecnie Kochanówka jest wsią sołecką.
Przez Paszczynę przepływa rzeka Wielopolka oraz wpadający do niej potok Zawadka. Wielopolka jest dopływem Wisłoki.
Jeszcze na początku XX wieku znaczna część obszaru Paszczyny była pokryta bagnami i moczarami, które jednak w tym stuleciu osuszono.

## Historia
Geneza Paszczyny sięga czasów Kazimierza Wielkiego (XIV wiek), kiedy po zajęciu przez Polskę Rusi Czerwonej, rozpoczęto proces zasiedlania nadgranicznego obszaru pomiędzy Wisłoką a Wisłokiem, wydzierając połacie lasu puszczy sandomierskiej. Wtedy powstała Paszczyna, która była wówczas wsią prywatną. W wieku XVI jej właścicielem był Piotr Ligęza. W wieku XVIII obszar przeszedł pod kontrolę rodu Radziwiłłów. Od 1815 roku Paszczyna należała do rodu Raczyńskich.
Przez ten okres Paszczyna dzieliła losy całej ziemi dębickiej – w tym klęski żywiołowe, takie jak powodzie i epidemie oraz najazdy wrogów.
Po I rozbiorze Paszczyna dostał się pod panowanie austriackie. W 1873 roku wieś dotknęła epidemia cholery.
Po I wojnie światowej weszła wkład odrodzonej Rzeczypospolitej. Była wówczas siedzibą gminy. W czasie II wojny światowej wielu mieszkańców Paszczyny i okolic straciło życie na terenie obozu zagłady umiejscowionego na granicy Paszczyny i obecnego Pustkowa Osiedle. Obóz mieścił się na wzniesieniu zwanym Królówką, Królową Górą lub Paszczyńską Górą, a po wojnie noszącym także nazwę Góry Śmierci. Po wojnie do 1948 roku miejscowość była siedzibą gminy Paszczyna. W latach 1975–1998 miejscowość administracyjnie należała do województwa tarnowskiego.

## Parafia
Do 1992 roku Paszczyna należała do parafii w Lubzinie, która była jedną z najstarszych parafii w Polsce. 29 czerwca 1992 roku wydzielono z Lubziny parafię Matki Bożej Różańcowej w Paszczynie. Parafia należy do dekanatu Pustków – Osiedle, diecezji tarnowskiej. Należy do niej kościół Matki Bożej Różańcowej oraz paszczyński cmentarz.

## Edukacja, kultura i sport
- Na terenie Paszczyny znajduje się Zespół Szkół im. Jana Piątka. Budynek został zbudowany w 1912 roku, zastępując istnieją wcześniej (od 1883 roku) szkołę drewnianą[7].
- W 1894 roku w Paszczynie powstała Ochotnicza Straż Pożarna, w 1996 roku jednostce został nadany sztandar. W 2015 roku Ochotnicza Straż Pożarna w Paszczynie została włączona do Krajowego Systemu Ratowniczo-Gaśniczego. Do dyspozycji strażacy z Paszczyny posiadają trzy samochody gaśnicze (GCBA Scania, GCBA Mercedes, GLBARt Ford).
- Gminna biblioteka istniała od 1949 roku, początkowo w budynku szkoły. W roku 1951 została przeniesiona do Domu Ludowego gdzie istniała do 1956 roku. Do roku 1973 biblioteka była przenoszona dwukrotnie do domów prywatnych i Domu Strażaka. Ostatecznie przeniesiono ją po raz czwarty do nowo wybudowanego Domu Strażaka, gdzie mieści się do chwili obecnej.
- Od 1958 roku działa Koło Gospodyń Wiejskich.
- Od 1956 roku na terenie wsi działa Ludowy Klub Sportowy Paszczyniak. Dysponuje oświetlonym stadionem na 600 miejsc (95/60 m).
- Od 2009 do 2011 roku odbywał się podkarpacki festiwal muzyki niezależnej Chatstok.
- od 2017 roku odbywa się charytatywny Bieg Dzikich Mustangów na 10 km i 5 km oraz biegi dla dzieci organizowany przez Stowarzyszenie "Dzikie Mustangi".

## Zakłady przemysłowe
- Zakład Produkcji Rybnej „Rekin” (istniał do 2013 roku)
- Schody drewniane DrewStyl
- wysypisko i sortownia odpadów, obsługująca gminę wiejską oraz miasto Dębicę
- oczyszczalnia ścieków dla Lubziny i Brzezówki